# Acalypha gillmanii
Acalypha gillmanii är en törelväxtart som beskrevs av Radcl.-sm.. Acalypha gillmanii ingår i släktet akalyfor, och familjen törelväxter. Inga underarter finns listade i Catalogue of Life.